# Tinabdher
Tinabdher (em árabe: تينبذار) é uma comuna localizada na província de Bugia, no norte da Argélia. Segundo o censo de 2008, a população total da cidade era de 5 815 habitantes.